# هارييت كاس
هارييت كاس (بالإنجليزية: Harriet Cass)‏ هي مذيعة أخبار بريطانية، ولدت في 4 فبراير 1952 في ميدلسكس في المملكة المتحدة.